# أبلة فاهيتا
أبلة فاهيتا هي شخصية ساخرة مصرية، يقدمها شابان من مصر، يحاولان البقاء غير معروفين للحفاظ على سحر شخصيات الأبلة وعائلتها. أبلة فاهيتا أرملة مستقلة بنفسها بعد موت زوجها «المرحوم» تعول إبنتها كارو «كركورة» (خمس سنوات)، وإبنها الرضيع بودي baby boudi. كان أول ظهور لها في عام 2011 بڤيديو «أبلة فاهيتا» على اليوتيوب.
قامت أبلة فاهيتا في عام 2012 ببطولة فوازير الويبة مع ابنتها كارو والمرحوم في أربع حلقات أسبوعية، ونجحت في تكبير قاعدتها الفنية.

## برنامج لايڤ من الدوبلكس
انضمت بعد ذلك أبلة فاهيتا لشبكة تلفزيون سي بي سي في عام 2015 ببرنامج كوميدي يسمى «لايف من الدوبلكس» لتعويض غياب البرامج الساخرة من شاشة القناة وأتمت ست مواسم من البرنامج حتى عام 2019. ثم انتقلت قناة أون في عام 2020 لتقديم الموسم السابع.
وفي فترة توقف البرنامج لإنتقالها من المحطة للأخرى قامت الأبلة بجولات فنية لايڤ ناجحة حيث أقامت حفلات بالولايات المتحدة الأمريكية، وكندا، والكويت، والمملكة العربية السعودية، وأبو ظبي.

## إعلان فودافون
وفي عام 2013، أثار إعلان قامت به أبلة فاهيتا لشركة فودافون في مصر، الكثير من الجدل حيث تقدم شاب مصري يظهر على قناة الفراعين ببلاغ للنائب العام يتهم فيه «الدمية» بالتحضير لعمل «إرهابي» في أحد المراكز التجارية الكبرى في القاهرة. وتقدم بشكوى أمام النائب العام ضد «أبلة فاهيتا» ضمنها تحليلًا لما اعتبره «دعاية مشفرة» تتضمن خطة كاملة لهجوم إرهاب. ويُذكر أن فودافون مصر المنافس الرئيسي لشركة أورنج.

## أغنية مايستهلوشي
قامت أبلة فاهيتا بغناء أغنية مايستهلوشي وظهرت في الفيديو كليب الخاص بالأغنية مع الموزع الموسيقي حسن الشافعي، وقد تخطت الأغنية ثمانية عشر مليون مشاهدة.

## مسلسل أبلة فاهيتا: دراما كوين
قدمت أبلة فاهيتا على نتفليكس مسلسل بعنوان «أبلة فاهيتا: دراما كوين». حيث وصل المسلسل إلى المركز الأول في المشاهدة بمصر من أول يوم.

### الملخص
تقوم أبلة فاهيتا بمغمارات لإثبات برائتها من جريمة لم ترتكبها، وتساعدها إبنتها كارو في البحث عن الجاني الحقيقي من خلال أحداث سريعة متلاحقة أضافت إلى رصيد أبلة فاهيتا وكركورة الفني ليظهروا جمهورهم بمقدرات تمثيلية جديدة على الوسط الفني كله.
والمسلسل مكون من ست حلقات بطولة باسم سمرة، ودنيا ماهر وظهور المذيعة بوسي شلبي. وقد قام الملحن حسن الشافعي بتأليف الموسيقى التصويرية وبتلحين أوبريت «إيزيس» كما قام بتوزيع لحن أغنية كارو التي من تلحين عمرو الشاذلي.